# Sociedad Argentina de Antropología
La Sociedad Argentina de Antropología, conocida comúnmente como SAA, es una asociación civil sin fines de lucro que tiene como objetivo fomentar la investigación antropológica en la Argentina y coordinar los esfuerzos de aquellos que realizan estudios e investigaciones sobre estas temáticas.

## Introducción

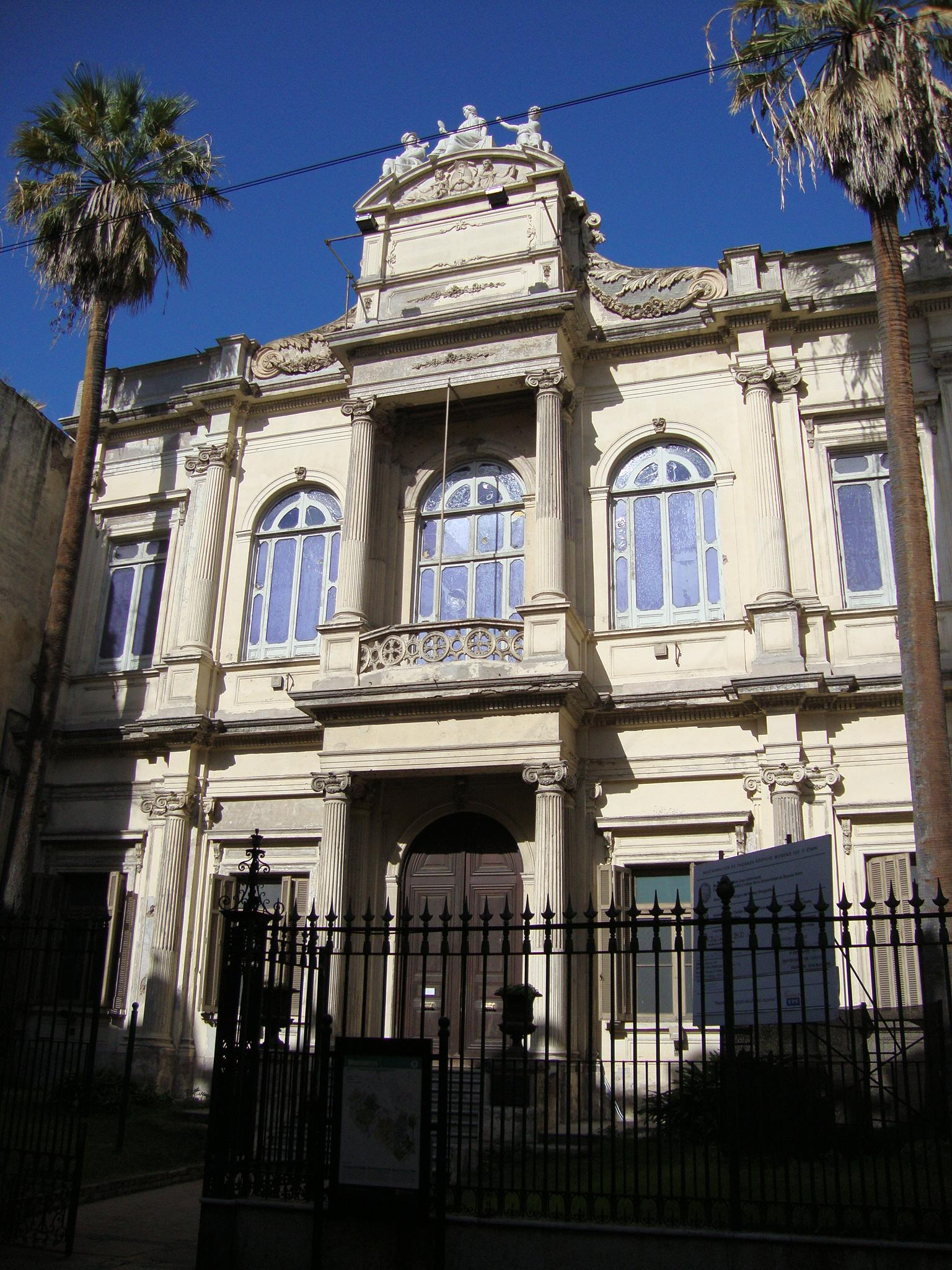
Museo Etnográfico Juan Bautista Ambrosetti, sede de la Sociedad Argentina de Antropología.

En 1936 se constituyó la Sociedad Argentina de Antropología en el Museo Mitre. Estaba compuesta por un grupo de docentes e investigadores dedicados a la antropología y a otras disciplinas afines. Entre los fundadores se encontraban: Francisco de Aparicio (primer director de la SAA), Eduardo Casanova, José Imbelloni, Fernando Márquez Miranda, Enrique Palavecino, Félix Outes y Milcíades Vignati. 
Actualmente, la SAA reúne a casi 350 profesionales de la Argentina vinculados con la antropología, incluyendo la Arqueología, la Antropología Social, la Antropología Biológica, la Etnografía, la Etnohistoria, la Lingüística y disciplinas afines. La sede oficial se encuentra en el Museo Etnográfico «J. B. Ambrosetti» de la Facultad de Filosofía y Letras de la Universidad de Buenos Aires. 
Esta Sociedad académica tiene como objetivos difundir los resultados de las investigaciones o diferentes grados de avance de los miembros que la conforman; así como mantener actualizados a sus miembros en los temas de su interés. A su vez, representa a la comunidad antropológica argentina a nivel nacional e internacional. 
Cuenta también con una biblioteca actualizada con volúmenes y revistas especializada en Antropología conformada a través del canje interinstitucional nacional e internacional y un archivo de documentos reunidos desde los primeros años de su historia.

### Lista parcial de Directores y/o Presidentes[3][4]
| Presidente               | Periodo   |
| ------------------------ | --------- |
| Félix Outes              | 1936      |
| Francisco de Aparicio    | 1937-1941 |
| Eduardo Casanova         | 1942      |
| Francisco de Aparicio    | 1943      |
| Fernando Márquez Miranda | 1944-1946 |
| Francisco de Aparicio    | 1947-1949 |
| Salvador Canals Frau     | 1950      |
| Fernando Márquez Miranda | 1956-1958 |
| Enrique Palavecino       | 1959      |
| Comisión colegiada       | 1962-1978 |
| Carlos Gradin            | 1979-1988 |
| Carlos Aschero           | 1989-1993 |
| Mercedes Podestá         | 1993-2005 |
| Gustavo Politis          | 2006-2009 |
| Verónica Williams        | 2009-2013 |
| Mónica Berón             | 2014-2017 |
| María Fabiana Bugliani   | 2018-2023 |

## Labor editorial
Se destaca por realizar una importante labor editorial de forma prácticamente continua desde sus inicios. La SAA publica varias revistas, como Relaciones de la Sociedad Argentina de Antropología, publicación de gran importancia en el país y que sale desde el año 1937 (aunque con una extensa interrupción entre los años 1945 y 1970) y desde entonces de forma ininterrumpida. También ha publicado en algún momento el Boletín de la Sociedad Argentina de Antropología, La Zaranda de Ideas y la Revista de Arqueología Histórica Argentina y Latinoamericana. Cuenta con una colección de libros de Tesis Doctorales, Tesis de Licenciatura, Publicaciones y Coediciones.

## Fomento de reuniones científicas
Ha participado y participa de forma activa en la organización de diferentes eventos científicos relacionados con la temática antropológica. Entre estos se puede mencionar las jornadas llamadas “Semanas de Antropología” durante la década de 1930 y 1940, que eran reuniones anuales de especialistas de la ciencia que se llevaban a cabo en distintas ciudades del interior y en la propia capital. En la década siguiente se organizó la “Mesa Redonda Internacional de Antropología”. Posteriormente, la SAA comenzó a formar parte también de la comisión permanente de organización de las Jornadas de Arqueología de la Patagonia desde 1993, y del Congreso de Arqueología de la Región Pampeana desde 1998. 